# Arsenio Nava
Arsenio Nava (Trujillo), es un ex-ciclista profesional venezolano.
Ganó la Vuelta Internacional al Estado Trujillo, participó en la Vuelta al Táchira y Vuelta a Venezuela y otras competencias nacionales.

## Palmarés
1976
- 3º en Clasificación Montaña Vuelta al Táchira  Venezuela

1981
- 1º en Clasificación General Final Vuelta Internacional al Estado Trujillo  Venezuela

1982
- 3º en 2ª etapa Vuelta al Táchir  Venezuela
- 1º en Clasificación General Final Vuelta Internacional al Estado Trujillo  Venezuela

## Equipos
- 1976  OPE - Trujillo